# Iwate-Miyagi-Erdbeben 2008
Das Iwate-Miyagi-Erdbeben 2008 war ein starkes Erdbeben in Japan am 14. Juni 2008, das hauptsächlich die Region Tōhoku, im Nordosten von Honshū traf. Die Japan Meteorological Agency (JMA) gab dem Erdbeben offiziell den Namen „Iwate-Miyagi-Binnenland-Erdbeben des Jahres Heisei 20 (2008)“ (平成20年（2008年）岩手・宮城内陸地震, Heisei 20-nen Iwate-Miyagi nairiku jishin).
Das Erdbeben ereignete sich im Süden der Präfektur Iwate um 8:43 JST am 14. Juni, einem Samstag (23:43 UTC am 13. Juni). Die JMA bestimmte die Magnitude des Erdbebens auf Mj=7,2 und der United States Geological Survey bewertete das Erdbeben anhand der Momenten-Magnituden-Skala mit Mw=6,9. Das Epizentrum das Erdbebens wurde bei 39° 7′ 19,2″ N, 140° 40′ 40,8″ O ermittelt, etwa 85 km nördlich von Sendai und etwa 385 km nordnordöstlich von Tokio.
Die stärksten Erdstöße wurden in den Städten Ōshū in der Präfektur Iwate und Kurihara in der Präfektur Miyagi gemessen, in denen sie als „starke 6“ auf der JMA-Skala (shindo) festgestellt wurden.

## Seismische Intensität
| Präfektur | Seismische Intensität | Seismische Intensität | Seismische Intensität | Seismische Intensität | Seismische Intensität | Seismische Intensität | Seismische Intensität | Seismische Intensität |
| --------- | --------------------- | --------------------- | --------------------- | --------------------- | --------------------- | --------------------- | --------------------- | --------------------- |
| Iwate     | 6+                    | 6-                    | 5+                    | 5-                    | 4                     | 3                     | 2                     |                       |
| Miyagi    | 6+                    | 6-                    | 5+                    | 5-                    | 4                     | 3                     |                       |                       |
| Akita     |                       |                       | 5+                    | 5-                    | 4                     | 3                     | 2                     |                       |
| Yamagata  |                       |                       |                       | 5-                    | 4                     | 3                     | 2                     |                       |
| Fukushima |                       |                       |                       | 5-                    | 4                     | 3                     | 2                     | 1                     |
| Aomori    |                       |                       |                       |                       | 4                     | 3                     | 2                     | 1                     |
| Ibaraki   |                       |                       |                       |                       | 4                     | 3                     | 2                     |                       |
| Tochigi   |                       |                       |                       |                       | 4                     | 3                     | 2                     | 1                     |
| Niigata   |                       |                       |                       |                       | 4                     | 3                     | 2                     | 1                     |
| Hokkaidō  |                       |                       |                       |                       |                       | 3                     | 2                     | 1                     |
| Gunma     |                       |                       |                       |                       |                       | 3                     | 2                     | 1                     |
| Saitama   |                       |                       |                       |                       |                       | 3                     | 2                     | 1                     |
| Chiba     |                       |                       |                       |                       |                       | 3                     | 2                     | 1                     |
| Tokyo     |                       |                       |                       |                       |                       | 3                     | 2                     | 1                     |
| Kanagawa  |                       |                       |                       |                       |                       | 3                     | 2                     | 1                     |
| Yamanashi |                       |                       |                       |                       |                       | 3                     | 2                     | 1                     |
| Ishikawa  |                       |                       |                       |                       |                       |                       | 2                     | 1                     |
| Nagano    |                       |                       |                       |                       |                       |                       | 2                     | 1                     |
| Shizuoka  |                       |                       |                       |                       |                       |                       | 2                     | 1                     |
| Aichi     |                       |                       |                       |                       |                       |                       |                       | 1                     |

Die Erdstöße wurden in einem großen Gebiet gespürt. Zu den Gebieten, in denen die Erdstöße stark gespürt wurden, gehören:
starke 6:
Präfektur Iwate – Ōshū.
Präfektur Miyagi – Kurihara.
schwache 6:
Präfektur Iwate – Ōshū.
Präfektur Miyagi – Kurihara und Ōsaki.
starke 5:
Präfektur Iwate – Ōshū, Kitakami, Ichinoseki, Kanegasaki (金ケ崎町) und Hiraizumi.
Präfektur Miyagi – Kurihara, Ōsaki, Sendai, Tome, Natori, Misato (美里町), Wakuya (涌谷町), Kami (加美町) und Rifu (利府町).
Präfektur Akita – Yuzawa und Higashinaruse (東成瀬村).

## Tektonischer Überblick
Das Erdbeben mit der Magnitude Mw=6,9 vom 13. Juni ereignete sich in einer Region der Konvergenz zwischen der Pazifischen Platte und des okhotskischen Teiles der Nordamerikanischen Platte im Norden Japans, wo sich die Pazifische Platte im Verhältnis zur Nordamerikanischen Platte mit etwa 8,3 mm west-nordwestwärts schiebt. Das Hypozentrum des Erdbebens deutet auf eine flache Überschiebung in der oberen (der okhotskischen) Platte, oberhalb der subduzierenden Pazifischen Platte, die hier in einer Tiefe von etwa 80 km liegt.
Das Erdbeben ereignete sich innerhalb der komplizierten tektonischen Gegebenheiten des Ou-Gebirges, das in historischer Zeit Ort mehrerer großer Erdbeben war. Das letzte davon ereignete sich 1896, etwa 70 km nördlich des Erdbebens vom 13. Juni, bei dem in der Gegend mehr als 200 Personen durch die Auswirkungen des Erdbebens getötet wurden.

## Nachbeben
Nach den Angaben der JMA waren die Nachbeben stärker als die des Großen Hanshin-Erdbebens, allerdings seltener. Innerhalb der ersten 24 Stunden wurden über 200 Nachbeben registriert, innerhalb der ersten sieben Tage ereigneten sich mehr als 400 Nachbeben. Die stärksten davon, mit einer Magnitude Mj=5,0 oder mehr waren:
- am 14. Juni, 09:20 Uhr JST (00:20 UTC): Mj=5,7, maximale seismische Intensität 5+;
- am 14. Juni, 12:27 Uhr JST (03:27 UTC): Mj=5,2, maximale seismische Intensität 4;
- am 16. Juni, 23:14 Uhr JST (14:14 UTC): Mj=5,3, maximale seismische Intensität 4.

Zwischen dem 21. Juni und dem 1. Juli schwankte die tägliche Zahl der Nachbeben zwischen vier und zwölf, die maximale seismische Intensität betrug 3.
Die nachfolgende Tabelle nennt die Nachbeben mit einer Momenten-Magnitude Mw≥4,0 innerhalb der fünf Tage nach dem Hauptbeben.
| # | Datum         | Uhrzeit      | Epizentrum                        | Personenschäden     | Mw  |
| --- | ------------- | ------------ | --------------------------------- | ------------------- | --- |
| | 13. Juni 2008 | 23:43:46 UTC | 39° 6′ 10,8″ N, 140° 40′ 4,8″ O   | 10 + (12 Vermisste) | 6,9 |
| Magnitude 5.5 - EASTERN HONSHU, JAPAN (Memento vom 16. Juni 2008 im Internet Archive)                                             | 14. Juni 2008 | 00:20:13 UTC | 38° 59′ 27,6″ N, 140° 27′ 39,6″ O |                     | 5,5 |
| | 14. Juni 2008 | 00:52:43 UTC | 39° 8′ 20,4″ N, 140° 47′ 31,2″ O  |                     | 4,7 |
| | 14. Juni 2008 | 01:00:16 UTC | 39° 5′ 13,2″ N, 140° 46′ 12″ O    |                     | 4,6 |
| Magnitude 4.7 - EASTERN HONSHU, JAPAN (Memento vom 17. Juni 2008 im Internet Archive)                                             | 14. Juni 2008 | 01:39:48 UTC | 39° 6′ 25,2″ N, 140° 49′ 8,4″ O   |                     | 4,7 |
| | 14. Juni 2008 | 02:35:17 UTC | 39° 2′ 20,4″ N, 140° 41′ 52,8″ O  |                     | 4,6 |
| | 14. Juni 2008 | 03:10:32 UTC | 39° 8′ 42″ N, 140° 44′ 9,6″ O     |                     | 4,8 |
| | 14. Juni 2008 | 03:14:05 UTC | 39° 1′ 22,8″ N, 140° 45′ 25,2″ O  |                     | 4,6 |
| | 14. Juni 2008 | 03:27:34 UTC | 39° 15′ 18″ N, 140° 42′ 36″ O     |                     | 5,0 |
| | 14. Juni 2008 | 04:10:48 UTC | 39° 7′ 37,2″ N, 140° 41′ 2,4″ O   |                     | 4,6 |
| | 14. Juni 2008 | 05:39:08 UTC | 39° 19′ 12″ N, 140° 43′ 37,2″ O   |                     | 4,5 |
| | 14. Juni 2008 | 08:34:10 UTC | 39° 10′ 19,2″ N, 140° 47′ 24″ O   |                     | 4,5 |
| | 14. Juni 2008 | 10:11:57 UTC | 38° 54′ 25,2″ N, 140° 42′ 25,2″ O |                     | 4,5 |
| | 14. Juni 2008 | 12:48:30 UTC | 39° 17′ 2,4″ N, 140° 37′ 30″ O    |                     | 4,7 |
| Magnitude 5.1 - EASTERN HONSHU, JAPAN (Memento vom 16. Juni 2008 im Internet Archive)                                             | 14. Juni 2008 | 14:42:33 UTC | 39° 5′ 31,2″ N, 140° 44′ 42″ O    |                     | 5,1 |
| | 14. Juni 2008 | 17:29:27 UTC | 39° 7′ 4,8″ N, 140° 52′ 51,6″ O   |                     | 4,4 |
| | 14. Juni 2008 | 18:29:22 UTC | 39° 13′ 15,6″ N, 140° 44′ 20,4″ O |                     | 4,5 |
| | 14. Juni 2008 | 18:47:37 UTC | 39° 13′ 4,8″ N, 140° 46′ 51,6″ O  |                     | 4,6 |
| | 15. Juni 2008 | 03:30:02 UTC | 39° 10′ 4,8″ N, 140° 52′ 12″ O    |                     | 4,6 |
| | 16. Juni 2008 | 14:14:39 UTC | 39° 5′ 2,4″ N, 140° 36′ 25,2″ O   |                     | 5,1 |
| | 18. Juni 2008 | 09:04:34 UTC | 39° 9′ 21,6″ N, 140° 51′ 46,8″ O  |                     | 4,8 |
| Quelle: Earthquake List for 10-degree Map Centered at 40°N, 145°E. USGS, 18. Juni 2008, abgerufen am 11. Februar 2011 (englisch). |               |              |                                   |                     |     |

## Auswirkungen

### Erdrutsche
Das Erdbeben führte zu Erdrutschen, die Bauwerke zum Einsturz brachte, Personen verschüttete, Straßenverbindungen unterbrach und manche ländliche Ortschaften von der Außenwelt abschnitt. Erdreich von diesen Erdrutschen staute mehrere Fließgewässer zu Erdbebenseen (堰止湖, sekitomeko, wörtl. „aufgestaute Seen“) auf.
Am 19. Juni gab das Ministerium für Land, Infrastruktur und Verkehr bekannt, dass sich in den Präfekturen Iwate und Miyagi fünfzehn solcher Seen gebildet hatten. An drei dieser Seen begann man mit Entwässerungsmaßnahmen, da Regen und Nachbeben ein Überlaufen oder Brechen dieser Dämme zu verursachen drohten.

### Personenschäden
Bis zum 25. Juni wurden durch die Behörden zwölf Tote bestätigt und zehn weitere wurden zu diesem Zeitpunkt noch vermisst.
- In Kurihara in der Präfektur Miyagi wurden fünf Personen von einem Erdrutsch verschüttet, die sich in einem Gasthaus an der Flanke des Berges Kurikoma befanden.[14][15]
- An der Nationalstraße 398 in Kurihara verschüttete ein Erdrutsch drei Arbeiter, die damit beschäftigt waren, an einer Böschung ein Rückhaltenetz anzubringen.[14][16][17][18]
- Ebenfalls an der Nationalstraße 398 in Kurihara wurde ein Mann getötet, als sein Auto von einem Erdrutsch erfasst und verschüttet wurde.[14][19]
- An der Baustelle eines Staudammes in Ōshū, Präfektur Iwate, wurde ein Arbeiter von herabfallenden Felsbrocken getroffen und starb.[14][16]
- In Ichinoseki in der Präfektur Iwate rannte eine vom Erdbeben überraschte Person auf die Straße und wurde von einem Lastwagen überfahren.[14][16]
- In Iwaki, Präfektur Fukushima, wurde eine Person beim Angeln von herabfallenden Steinen getroffen und fiel ins Meer, wo sie ertrank.[14][16]
- In Ōshū warf ein Erdrutsch einen Autobus mit 20 Personen um.[20] Acht von ihnen wurde verletzt gerettet,[14] darunter war eine Person nach der Rettung in kritischem und fünf weitere in ernstem Zustand.[21] Zehn der Fahrgäste konnten aus dem Bus entkommen, bevor er von dem Erdrutsch erfasst wurde. Ein weiterer Erdstoß führte dann dazu, dass der Bus langsam in eine Schlucht hinunterrutschte, bis er von Bäumen aufgehalten wurde.[21]

### Elektrizitätsversorgung
Nach dem Erdbeben kam es – im Gegensatz zum Niigata-Chūetsu-Küstenerdbeben 2007 – zu keiner Abschaltung eines Kernkraftwerkes, Man fand zwar wohl durch die Erdstöße übergeschwapptes Reaktorwasser im Kernkraftwerk Fukushima II, doch kam es nicht zum Austreten radioaktiven Materials in die Umwelt.

### Schnellstraßen und Eisenbahnen
Autobahnen der NEXCO Higashi-Nihon in Tōhoku wurden in verschiedenen Abschnitten gesperrt, doch mit einer Ausnahme nach einigen Stunden wieder freigegeben.
Einige Zugverbindungen der East Japan Railway Company des Shinkansen und auf einigen Nebenstrecken wurden angehalten und erst am folgenden Tag wieder aufgenommen.
Alle etwa 20 fahrenden Züge der Tōhoku-Shinkansen wurden durch ein Erdbebenüberwachungssystem gestoppt. Die meisten Züge wurden schon kurz darauf in die nächste Bahnstation gefahren. Dennoch konnten etwa 2000 Fahrgäste drei Züge vorübergehend nicht verlassen, sondern konnten erst nach einigen Stunden evakuiert werden, in einem Fall erst nach neuneinhalb Stunden, weil die Züge an Ort und Stelle verbleiben mussten, bis Untersuchungen der Einrichtungen ausgeführt wurden.
Von den Betriebseinschränkungen der Tōhoku-, Akita-, Yamagata-, Jōetsu- und Nagano-Shinkansen waren rund 117.000 Passagiere betroffen. Keiner der Züge entgleiste.